# 京福電気鉄道モハ3001形電車
京福電気鉄道モハ3001形電車（けいふくでんきてつどうモハ3001がたでんしゃ）は、京福電気鉄道福井支社（福井鉄道部、現・えちぜん鉄道）に在籍した電車で、南海電気鉄道からの譲受車両である。

## 概要
南海の架線電圧昇圧により余剰となった11001系電車を譲り受け改造した車両である。1973年（昭和48年）から1974年（昭和49年）に2両編成4本（8両）・1両（部品取り車）の9両が譲渡・改造された。編成はモハ3001型(Mc)-モハ3002型(Mc)となっている。
南海時代の旧番号は11009 - 11014・11008・11001 → 京福モハ3001 - 3008で、11004が部品取り車である。
車体は前面非貫通形（3001 - 3006）および前面貫通形（3007・3008・部品取り車）で、20m級2扉の高張力鋼による普通鋼製となっており、このうち前面非貫通形の3001 - 3006・部品取り車は前面2枚窓のいわゆる「湘南形」である。また3007・3008は1983年（昭和58年）に前面非貫通形に改造されているが、前面上部が傾斜した湘南形ではなく、小田急2200形電車のような前面となっている。アイボリーで塗装され、前面窓下から側窓下にかけてワインレッドの太帯が巻かれている。
車内ではクロスシートを装備した。
制御方式は抵抗制御であり、主要機器類は主電動機として東洋電機製造製のTDK822A（75kW≒100ps）を、駆動装置は中空軸平行カルダン駆動方式を採用、台車は住友金属工業製FS319（南海においてはFS19と称していた）を使用している。主要機器類を1両に集中（1M方式）したため、全車にパンタグラフがついている。

## 運用
1974年（昭和49年）に登場し、越前本線（現在のえちぜん鉄道勝山永平寺線）・三国芦原線・永平寺線で運用された。導入が検討された時点では下荒井トンネル(越前本線・下荒井六呂師口駅 - 新在家駅間)の断面が狭隘のため、20m超の大型車を導入すると越前本線全線での運行ができないという問題をはらんでいたが、1973年(昭和48年)に下荒井トンネルを含む勝山 - 京福大野間が廃止決定となったため、大型車導入に至ったという経緯がある。
導入当初は京福電鉄福井支社にとって、初の高性能電車かつ破格の旅客設備を備えることから看板車両に位置づけられ、夏季には当時運転されていた越前本線・三国芦原線直通の海水浴臨時急行「かもめ」「イルカ」にも優先的に投入されている。
1990年（平成2年）にワンマン運転を開始するが、この際に運転台寄りの客用扉を運転台直後に移設するなどの改造を行った。ワンマン運転時の無人駅での乗降方式は、客用扉のうち運転台寄りの1箇所のみを使用する前乗り前降り方式であった。
この頃になると福井支社全体の旅客減少から日中は2両固定編成は輸送力過剰となり、ほぼ朝夕ラッシュ時に運用が限定されるようになった。車齢40年を超えた1990年代後半になると車体や機器の老朽化も顕著になり、2001年（平成13年）の越前本線列車衝突事故による運転休止の際に休車となり、2002年（平成14年）のえちぜん鉄道への経営譲渡の際に引き継がれたが、一度も運用に入ることなく永平寺口駅に集められ、2005年（平成17年）までに全車廃車・解体され、3001形は形式消滅した。
旧南海11001系のうち、南海に残って1000系に改造された車両は1985年（昭和60年）から1987年（昭和62年）にかけて既に廃車されていたため、3001形の廃車で旧南海11001系は全て姿を消したことになる。

## その他
この3001形は地方私鉄への譲渡車両では初のカルダン駆動車である。なお、厳密に言えば1971年（昭和46年）に北陸鉄道から大井川鉄道へ譲渡された北陸鉄道6000系電車（くたに号）が譲渡車両初のカルダン駆動車となるが、同車は直流600V車だったため、直流1500Vの大井川鉄道では昇圧改造の不便さから付随車（トレーラー）としての活用しかされずに廃車となったので、譲渡先でもカルダン駆動車として使用されたのは本形式が初めてとなる。